# Irna Phillips
 (mai 2014).
Si vous disposez d'ouvrages ou d'articles de référence ou si vous connaissez des sites web de qualité traitant du thème abordé ici, merci de compléter l'article en donnant les références utiles à sa vérifiabilité et en les liant à la section « Notes et références ».
Irna Phillips, née le 1er juillet 1901 et morte le 22 décembre 1973, est une actrice, scénariste et directrice de casting américaine. Elle est plus particulièrement reconnue pour être la créatrice et la scénariste de nombreux soap operas américains.

## Création ou cocréation

### Radio
- Painted Dreams
- Today's Children (1932–1938, 1943–1950)
- Judy and Jane (1932–1943)
- Woman in White (1938–1942)
- Joyce Jordan, Girl Intern (aka Joyce Jordan, M.D.)
- The Road of Life (1937–1959)
- Haine et Passion (1937–1956)
- Lonely Woman (1942–1943)
- Masquerade (1948–1952)
- The Brighter Day (1948–1952)

### Télévision
- These Are My Children (1949)
- Haine et Passion (1952–2009)
- The Road of Life (1954)
- The Brighter Day (1954–1962)
- As the World Turns (1956–2010)
- Another World (1964–1999)
- Our Private World (1965)
- Des jours et des vies (1965–)
- Love is a Many Splendored Thing (1967–1973)
- A World Apart (1970–1971)